# Aqueduc romain de Vieu
L’aqueduc romain de Vieu est un aqueduc souterrain romain situé à Valromey-sur-Séran (commune de Vieu jusqu'en 2018) dans le département français de l'Ain en région Auvergne-Rhône-Alpes.
Peut-être construit dans la seconde moitié du IIe siècle apr. J.-C., il reste en service jusqu'à la fin du XIXe siècle. Son parcours, reconnu sur près de 400 m au départ de Vieu et en direction de Champagne-en-Valromey, est entièrement souterrain.
Il est classé au titre des monuments historiques par la première liste de 1840.

## Localisation
L'aqueduc s'étend de Champagne-en-Valromey jusqu'à la fontaine de l'Adoue à Vieu sur une longueur d'environ 400 m pour la partie qui en est restituable.
Sur la commune de Champagne, trois branches alimentées par des sources différentes sur le plateau se rejoignent en un canal unique, mais ces branches ont disparu ou sont obstruées. Son point d'aboutissement actuel se situe sur la commune de Vieu, au niveau de la fontaine de l'Adoue, grotte artificielle creusée dans le rocher à une centaine de mètres au sud du bourg de Vieu, mais il est possible que dans l'Antiquité il ait également alimenté des thermes dont la présence est attestée par la découverte de pièces chauffées par hypocaustes.

## Description

Coupe schématique.

Entièrement souterrain, il est installé, soit dans un tunnel creusé directement dans le rocher, soit dans une tranchée dont les piédroits sont étayés par des maçonneries avant qu'elle ne soit rebouchée. La hauteur du canal varie de 0,80 à 4 m et sa largeur est d'environ 0,60 m. Le specus lui-même ne mesure que 30 cm de large pour une profondeur de 15 cm  et deux étroits trottoirs sont aménagés le long du canal.
Plusieurs regards, certains profonds de plus de 6 m, permettent d'accéder à ce canal qui, en outre, possède de nombreux diverticules.

## Historique et études
Selon Raymond Chevallier, membre de l'équipe de Robert Bedon, la datation de l'aqueduc est incertaine ; néanmoins, une construction dans la seconde moitié du IIe siècle est envisageable.
L'aqueduc fait l'objet d'études historiques dès le XVIIe siècle et la première description précise en est faite en 1797 par quatre personnes qui en explorent le conduit ; en 1820 Jean Anthelme Brillat-Savarin, qui possède une propriété à Vieu sur laquelle se trouvent les vestiges antiques de thermes, étudie lui aussi l'aqueduc.
Le monument est classé dans la première liste des monuments historiques protégés français publiée en 1840.
En 1869, il alimente encore la fontaine de Vieu et fait alors l'objet de réparations mais il est définitivement mis hors service à la fin du XIXe siècle après qu'on a constaté que l'eau était parfois trouble en raison, sans doute, d'une mauvaise étanchéité du canal.